# 伏羲庙 (天水)
伏羲庙位于中国甘肃省天水市秦州区伏羲路，1963年被列为甘肃省文物保护单位，2001年被列为第五批全国重点文物保护单位。
伏羲庙始建于元至正七年（1347年），经明弘治、嘉靖年间大规模扩建形成现有格局，清嘉庆、光绪年间曾大修。伏羲庙坐北朝南，总占地13000平方米。在中轴线上由南至北有戏楼（隔伏羲路）、牌楼、大门、仪门、先天殿、太极殿、后花园等建筑，其中先天殿和太极殿为主体建筑。先天殿面阔七间，进深五间，重檐歇山顶，殿内有伏羲彩塑。太极殿为伏羲寝宫，单檐歇山顶。